# Síró angyalok (Ki vagy, doki?)

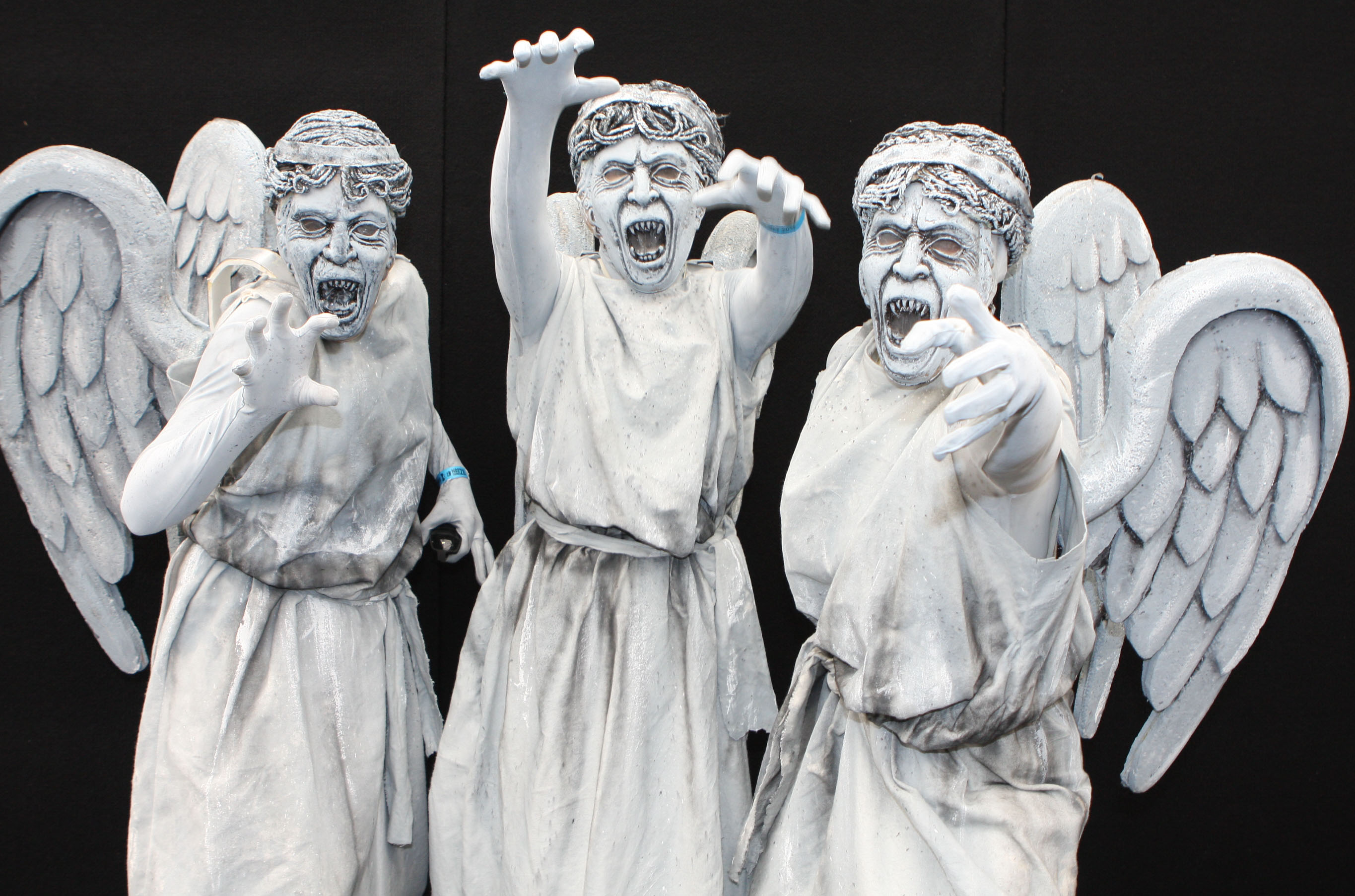

A síró angyalok egy ősi, ismeretlen eredetű, agresszív faj a Ki vagy, doki? című sorozatból. Megalkotójuk Steven Moffat.
A síró angyalok bármifajta megfigyelő (őket magukat is ideértve) előtt szárnyas, többnyire női jellegű alakokat formázó kőszobroknak látszanak, habár a kiskorú angyalok gyermekszobrokat formáznak. Csak akkor képesek mozogni, ha senki élőlény nem látja őket a szemével, ám ha bárki is rájuk néz, akkor ideiglenesen a szó szoros értelmében kővé dermednek - ez az ún. kvantumzár az egyedek védelmét és sikeres vadászatát szolgálja. Ha megpillantják egymást, akkor kölcsönösen bezárják aktivitási lehetőségeiket, ezért örökre kővé válnak, ezért többnyire eltakarják az arcukat a kezükkel, mintha a könnyeiket törölgetnék (innen a nevük) vagy szégyenkeznének. Amikor senki sem látja őket, akkor nagyon gyorsan és nagyon csendesen tudnak mozogni. Még pislantani sem szabad a nézésük közben, mert ha az áldozat pislant, a pillanat, amíg becsukódik a szeme az angyaloknak elég, hogy elkapják. Az alakjukat legalábbis kismértékben képesek változtatni, pl. a támadás közben megdermedt síró angyalnak vámpírszerű karmai és éles fogai vannak, míg az arcát eltakaró forma szelíd, kecses kezű leányalakot formáz.
Az angyalok ellenségesek a szerves és különösen a humanoid létformákkal szemben, már csak azért is, mivel ezek, látószerveik kővé dermesztő hatása miatt, akadályozzák őket a mozgásban és mindenfajta élettevékenységben. Ha lakott bolygóra kerülnek, ott, ha erre lehetőségük van, minden értelmes életformát kiirtanak. Ráadásul született pszichopaták, akik élvezik a vadászatot és a gyilkolást. További jellemzőjük, hogy elsősorban az elektromos tér erősebb, humanoidok számára halálos sugárzásaival táplálkoznak, mint pl. a gamma-sugárzás (bár akadnak olyan „dögevő” egyedek is, akik a humanoidok halálával, ld. lentebb). Emiatt előbb-utóbb felfalják annak a bolygórendszernek a napját, ahová kerülnek, ami még veszélyesebbé teszi őket.
A táplálékhoz nem jutó angyalok lassan szétesnek, kőporrá omlanak szét, úgy korrodálódnak, mint a közönséges kőszobrok.

## Leírásuk
„Senki nem tudja honnan jöttek, de egyidősek az univerzummal, vagy majdnem. Azért maradtak fenn, mert kifejlesztették a legtökéletesebb védelmi rendszert. Kvantumban élnek. Ha megfigyelik őket nem léteznek, ahogy meglátja őket bármilyen más élőlény kővé dermednek. Nem direkt ilyen a biológiájuk, bármilyen más élőlény előtt szó szerint kővé válnak. Nem ölhet meg egy követ! Persze a kő sem ölheti meg magát, de ha elfordítja a fejét vagy pislant, akkor könnyedén.” – mondja Doctor a síró angyalokról a Pislantás című epizódban.
A síró angyalok „a világegyetem legmagányosabb lényei”. Nem azért takarják el a szemüket, mert sírnak, hanem mert veszélyes egymásra nézniük. Ha az angyalok egyszer egymásra néznek, utána soha többé nem tudnak megmozdulni, örökké kővé dermednek.
„Az egyetlen olyan pszichopaták akik szépen ölnek. Se vér, se mocsok, csak visszaviszik az időben és otthagyják.” – állítja Doctor a Pislantás című epizódban.
Amikor a síró angyalok áldozatai nem néznek oda vagy pislantanak (ha valaki pislant, akkor egy nagyon rövid időre csukva van a szeme, vagyis nem látja az angyalokat), akkor tudják elkapni az embereket, akiket visszavisznek az időben és ami előttük állt volna idő, abból táplálkoznak, vagyis „életenergiát lopnak”. Doctor szerint a TARDIS időenergiájából végtelenségig tudnának lakmározni, de végül elpusztítanák a napot. Az angyalok ideje című epizódból kiderül, hogy az angyalokat erősebbé teszi a sugárzásból, gravitációs viharokból, hasadt elektronokból és időanomáliákból való ”falatozás”, sőt valójában ilyesmi a fő táplálékuk, az embereket az időben visszavivő angyalok pusztán „dögevésre” fanyalodott egyedek. Ha sokáig nem ”étkeznek”, elvész a formájuk, „elfogy az arcuk”, elgyengülnek, ami lelassítja őket. Ha „elfogy az arcuk”, csökken az erejük, mert abban van az erejük.
Doctor tanácsa a síró angyalok ellen a Pislantás című részben:
„…Figyeljen! Az élete múlhat ezen: NE PISLANTSON! Eszébe ne jusson! Ha pislant meghal! Gyorsak, gyorsabbak mint képzeli! NE FORDÍTSON HÁTAT! NE NÉZZEN FÉLRE! ÉS NEHOGY PISLANTSON! Drukkolok!”
Az angyalok gyakran használják azt a taktikát, hogy elsötétítik a helyet (pl.: leoltják a lámpát), ahol az áldozatuk van, így az nem látja az angyalt/angyalokat, ezáltal azok el tudják kapni. Bizonyos mértékig telepatikus úton is tudják befolyásolni a kvantumvilág viselkedését, így a lámpákat a gondolataikkal is le tudják oltani, igaz, hogy csak pillanatokra. Ha nagyobb tömegben vannak, ez a fajta erejük jelentősen megnő. Az angyalok ideje című részben egy angyal úgy tudott kommunikálni, hogy eltörte áldozata nyakát, majd kitépte a gerincvelőjét és újraindította a tudatát. Az angyal áldozata hangjával és idegrendszerén keresztül kommunikált, telepatikus úton ugyanis a megölt áldozat idegrendszeének atomjait is irányítani tudják, és mivel az áldozatnak már nincs tudata, nem védekezik, mindezt könnyűszerrel. Ha egy angyalnak sikerül megszállnia egy embert, őt is megpróbálhatja irányítani, habár ez jóval nehezebb és nem jár teljes sikerrel, mivel az élő áldozat tudatának minden pillanatban saját impulzusai is vannak.
„Ha meglátod az angyal képét magad is angyallá változol.”- olvassa egy a síró angyalokról szóló könyvben Doctor Az angyalok ideje című epizódban. „Ez azt jelenti ami az angyal képét hordozza maga is angyal?!” – vonja le a következtetést River Song.
„Mi lenne ha gondolataink gondolkodni kezdenének, egy nap nem lenne szüksége ránk álmainknak, ha ez megtörténik és igaznak találtatik, akkor elkövetkezett az idő, az angyalok ideje.” – olvassák később a könyvből.

A részben az is kiderül, hogy az angyalok szemébe se szabad nézni, mert „A szem nem a lélek tükre, hanem az ajtaja. Vigyázz mi lép be rajta!” Amikor Amy Az angyalok ideje című epizódban belenézett az angyal szemébe egy felvételen keresztül, utána az angyal tudott játszani a fejével. Elhitette vele, hogy a keze kőből van. Nem sokkal később Amy elkezdett visszaszámlálni. Doctor rájött, hogy mivel Amy belenézett az angyal szemébe az agya látóközpontjába egy angyal került, ami most megpróbál kijönni. A visszaszámlálás végén az angyal kiszabadul. Még ez előtt Doctor megtalálta a megoldást: Amy-nek be kell csuknia a szemét, így az agya nem látja a benne lévő angyalt.
Az angyalok elfoglalják Manhattant című epizódra az angyalok fejlődtek: miután az áldozataikat visszaküldték időben, egy helyre gyűjtik és ott tartják őket, így az áldozataik időenergiájából tudnak ”enni” újra és újra.

## Eredetük
Senki nem tudja, hogy honnan származnak, de Doctor szerint nagyjából az univerzummal egyidősek.
Találgatások szerint az angyalok eredetének valami köze lehet Az idő végzete című epizódhoz. Amikor az időlordok megpróbáltak visszatérni, szavazást tartottak róla. Csak ketten mondtak ellen ennek.
„…de szoborként fognak állni szégyen szemre, mint a síró angyalok.” – erre ítélte Gallifrey elnöke, Rasillon a két ellenszegülőt. Amikor Rasillon a Földön szembeállt Doctorral és a Mesterrel, addig a két ellenszegülő mindvégig ott állt mögötte. A fejüket lehajtották és a kezükkel eltakarták az arcukat, pont úgy mint a síró angyalok. Amikor Doctor ránézett a jobb oldali nőre, az leengedte a karját és Doctort nézte. A nőről nem tudni ki volt, csak találgatások vannak róla.

## Feltűnésük a sorozatban
- Pislantás (3. évad 10. rész)
- Az angyalok ideje (5. évad 4. rész)
- Hús és kő (5. évad 5. rész)
- Az angyalok elfoglalják Manhattant (nem hivatalos magyar cím) (7. évad 5. rész)

## Fogadtatásuk
A BBC egy közvélemény-kutatásában, amelyben a Doctor Who Adventures magazin 2000 olvasója vett részt, a síró angyalokat szavazták meg a legfélelmetesebb szörnyeknek 2007-ben, a szavazatok 55%-ával. A Mester és a dalekok voltak a következő két helyen, a szavazatok 15 és 4 százalékával. Általában a dalekok szoktak lenni ilyen lista tetején. Moray Laing, a Doctor Who Adventures magazin szerkesztője így dicsérte a síró angyalok elől való elmenekülés ötletét: nem pislogni egyszerre könnyű és nehéz.
A Radio Times 2012-es szavazásán, ahol több mint tízezren szavaztak, 49,4%-kal a síró angyalokat választották meg a legjobb Doctor Who szörnynek. A dalekok másodikak lettek 17%-kal.
Az Entertainment Weekly-nél Neil Gaiman A Top 10 ÚJ Klasszikus Szörnyek listáján a 3. helyett szerezte meg. Szintén harmadikak lettek a The Telegraph, Doctor Who gonoszai között, a Nestene Tudat és a dalekok mögött. A TV Squad is a harmadik helyre sorolta a legfélelmetesebb TV szörnyek listáján.
2009-ben az SFX a Pislantás című epizód csúcspontjának nevezte, amikor a síró angyalok Sally és Larry felé haladnak, ami egyben a legfélelmetesebb pillanat a sorozat történetében. Az SFX-nek az új Doctor Who sorozat legjobb dolgainak a listáján az angyalok, mint a valaha volt legfélelmetesebb szörnyekként szerepelnek.
A Pislantás című epizód 2008-ban Hugo-díjat nyert a rövid formátumú forgatókönyvek kategóriájában.

## Fordítás
- Ez a szócikk részben vagy egészben  a   Weeping Angel című angol Wikipédia-szócikk fordításán alapul.  Az eredeti cikk szerkesztőit annak laptörténete sorolja fel. Ez a jelzés csupán a megfogalmazás eredetét és a szerzői jogokat jelzi, nem szolgál a cikkben szereplő információk forrásmegjelöléseként.

## Külső hivatkozások
- Physicists Demosntrate Weeping Angel Effect Iflscience.com (blog).